# جوزيف سيمون لورد الثالث
جوزيف سيمون لورد الثالث (بالإنجليزية: Joseph Simon Lord III) هو قاضي ومحامي أمريكي، ولد في 21 مايو 1912 في فيلادلفيا في الولايات المتحدة، وتوفي في 23 أبريل 1991.